# Barenaked Ladies/Diskografie
Diese Diskografie ist eine Übersicht über die musikalischen Werke der kanadischen Rockgruppe Barenaked Ladies. Den Schallplattenauszeichnungen zufolge hat sie bisher mehr als 10,3 Millionen Tonträger verkauft, davon alleine in ihrer Heimat über zwei Millionen. Ihre erfolgreichste Veröffentlichung ist das Studioalbum Stunt mit über 4,5 Millionen verkauften Einheiten.

## Alben

### Studioalben
| Jahr | Titel                      | Höchstplatzierung, Gesamtwochen, AuszeichnungChartplatzierungen (Jahr, Titel, Platzierungen, Wochen, Auszeichnungen, Anmerkungen) | Höchstplatzierung, Gesamtwochen, AuszeichnungChartplatzierungen (Jahr, Titel, Platzierungen, Wochen, Auszeichnungen, Anmerkungen) | Höchstplatzierung, Gesamtwochen, AuszeichnungChartplatzierungen (Jahr, Titel, Platzierungen, Wochen, Auszeichnungen, Anmerkungen) | Höchstplatzierung, Gesamtwochen, AuszeichnungChartplatzierungen (Jahr, Titel, Platzierungen, Wochen, Auszeichnungen, Anmerkungen) | Anmerkungen                              |
| Jahr | Titel                      | DE | UK | US | CA | Anmerkungen                              |
| ---- | -------------------------- | --- | --- | --- | --- | ---------------------------------------- |
| 1992 | Gordon                     | — | — | US— GoldUS | CA1 Diamant · (… Wo.)CA | Erstveröffentlichung: 28. Juli 1992      |
| 1994 | Maybe You Should Drive     | — | UK57 (1 Wo.)UK | US175 (1 Wo.)US | CA3 ×2Doppelplatin · (… Wo.)CA | Erstveröffentlichung: 16. August 1994    |
| 1996 | Born on a Pirate Ship      | — | — | US111 Gold · (2 Wo.)US | CA12 Gold · (… Wo.)CA | Erstveröffentlichung: 19. März 1996      |
| 1998 | Stunt                      | — | UK20 Gold · (22 Wo.)UK | US3 ×4Vierfachplatin · (63 Wo.)US                                                                                                 | CA9 ×4Vierfachplatin · (… Wo.)CA                                                                                                  | Erstveröffentlichung: 7. Juli 1998       |
| 2000 | Maroon                     | — | UK64 (1 Wo.)UK | US5 Platin · (27 Wo.)US | CA1 Platin · (… Wo.)CA | Erstveröffentlichung: 12. September 2000 |
| 2003 | Everything to Everyone     | — | — | US10 (10 Wo.)US | CA6 (… Wo.)CA | Erstveröffentlichung: 21. Oktober 2003   |
| 2004 | Barenaked for the Holidays | — | — | US64 (7 Wo.)US | CA26 Gold · (… Wo.)CA | Erstveröffentlichung: 5. Oktober 2004    |
| 2006 | Barenaked Ladies Are Me    | — | — | US17 (6 Wo.)US | CA7 (… Wo.)CA | Erstveröffentlichung: 12. September 2006 |
| 2007 | Barenaked Ladies Are Men   | — | — | US102 (2 Wo.)US | CA39 (… Wo.)CA | Erstveröffentlichung: 6. Februar 2007    |
| 2010 | All in Good Time           | — | — | US23 (3 Wo.)US | CA3 (1 Wo.)CA | Erstveröffentlichung: 30. März 2010      |
| 2013 | Grinning Streak            | — | — | US10 (3 Wo.)US | CA12 (… Wo.)CA | Erstveröffentlichung: 4. Juni 2013       |
| 2015 | Silverball                 | — | — | US46 (2 Wo.)US | CA12 (… Wo.)CA | Erstveröffentlichung: 2. Juni 2015       |
| 2017 | Fake Nudes                 | — | — | US23 (3 Wo.)US | CA24 (… Wo.)CA | Erstveröffentlichung: 17. November 2017  |
| 2021 | Detour de Force            | — | — | — | — | Erstveröffentlichung: 16. Juli 2021      |

### Gemeinschaftsalben
| Jahr | Titel                                                      | Höchstplatzierung, Gesamtwochen, AuszeichnungChartplatzierungen (Jahr, Titel, Platzierungen, Wochen, Auszeichnungen, Anmerkungen) | Höchstplatzierung, Gesamtwochen, AuszeichnungChartplatzierungen (Jahr, Titel, Platzierungen, Wochen, Auszeichnungen, Anmerkungen) | Höchstplatzierung, Gesamtwochen, AuszeichnungChartplatzierungen (Jahr, Titel, Platzierungen, Wochen, Auszeichnungen, Anmerkungen) | Höchstplatzierung, Gesamtwochen, AuszeichnungChartplatzierungen (Jahr, Titel, Platzierungen, Wochen, Auszeichnungen, Anmerkungen) | Anmerkungen                                              |
| Jahr | Titel                                                      | DE | UK | US | CA | Anmerkungen                                              |
| ---- | ---------------------------------------------------------- | --- | --- | --- | --- | -------------------------------------------------------- |
| 2017 | Ladies and Gentlemen: Barenaked Ladies and The Persuasions | — | — | — | CA87 (… Wo.)CA | Erstveröffentlichung: 14. April 2017 mit The Persuasions |

### Livealben
| Jahr | Titel          | Höchstplatzierung, Gesamtwochen, AuszeichnungChartplatzierungen (Jahr, Titel, Platzierungen, Wochen, Auszeichnungen, Anmerkungen) | Höchstplatzierung, Gesamtwochen, AuszeichnungChartplatzierungen (Jahr, Titel, Platzierungen, Wochen, Auszeichnungen, Anmerkungen) | Höchstplatzierung, Gesamtwochen, AuszeichnungChartplatzierungen (Jahr, Titel, Platzierungen, Wochen, Auszeichnungen, Anmerkungen) | Höchstplatzierung, Gesamtwochen, AuszeichnungChartplatzierungen (Jahr, Titel, Platzierungen, Wochen, Auszeichnungen, Anmerkungen) | Anmerkungen                             |
| Jahr | Titel          | DE | UK | US | CA | Anmerkungen                             |
| ---- | -------------- | --- | --- | --- | --- | --------------------------------------- |
| 1996 | Rock Spectacle | — | — | US86 Platin · (56 Wo.)US | — | Erstveröffentlichung: 19. November 1996 |

Weitere Livealben
- 2004: Everything to Everyone Tour Recordings
- 2006: Extended Versions
- 2007: Talk to the Hand: Live in Michigan
- 2016: BNL Rocks Red Rocks

### Kompilationen
| Jahr | Titel                                         | Höchstplatzierung, Gesamtwochen, AuszeichnungChartplatzierungen (Jahr, Titel, Platzierungen, Wochen, Auszeichnungen, Anmerkungen) | Höchstplatzierung, Gesamtwochen, AuszeichnungChartplatzierungen (Jahr, Titel, Platzierungen, Wochen, Auszeichnungen, Anmerkungen) | Höchstplatzierung, Gesamtwochen, AuszeichnungChartplatzierungen (Jahr, Titel, Platzierungen, Wochen, Auszeichnungen, Anmerkungen) | Höchstplatzierung, Gesamtwochen, AuszeichnungChartplatzierungen (Jahr, Titel, Platzierungen, Wochen, Auszeichnungen, Anmerkungen) | Anmerkungen                             |
| Jahr | Titel                                         | DE | UK | US | CA | Anmerkungen                             |
| ---- | --------------------------------------------- | --- | --- | --- | --- | --------------------------------------- |
| 2001 | Disc One: All Their Greatest Hits (1991–2001) | — | — | US38 Gold · (15 Wo.)US | CA3 ×2Doppelplatin · (… Wo.)CA | Erstveröffentlichung: 13. November 2001 |

Weitere Kompilationen
- 2006: iTunes Originals – Barenaked Ladies
- 2011: Hits from Yesterday & the Day Before
- 2012: Stop Us If You’ve Heard This One Before
- 2019: Original Hits, Original Stars

### EPs
- 1996: Shoe Box E.P.
- 2003: Everything Acoustic E.P.
- 2005: Barenaked for Hanukkah E.P. (CA: Gold)
- 2014: The Long Weekend E.P.
- 2019: Fake Nudes: Naked

## Singles
| Jahr | Titel Album                                   | Höchstplatzierung, Gesamtwochen, AuszeichnungChartplatzierungen (Jahr, Titel, Album, Platzierungen, Wochen, Auszeichnungen, Anmerkungen) | Höchstplatzierung, Gesamtwochen, AuszeichnungChartplatzierungen (Jahr, Titel, Album, Platzierungen, Wochen, Auszeichnungen, Anmerkungen) | Höchstplatzierung, Gesamtwochen, AuszeichnungChartplatzierungen (Jahr, Titel, Album, Platzierungen, Wochen, Auszeichnungen, Anmerkungen) | Höchstplatzierung, Gesamtwochen, AuszeichnungChartplatzierungen (Jahr, Titel, Album, Platzierungen, Wochen, Auszeichnungen, Anmerkungen) | Anmerkungen                              |
| Jahr | Titel Album                                   | DE | UK | US | CA | Anmerkungen                              |
| ---- | --------------------------------------------- | --- | --- | --- | --- | ---------------------------------------- |
| 1992 | Lovers in a Dangerous Time –                  | — | — | — | CA16 (… Wo.)CA | Erstveröffentlichung: 1992               |
| 1992 | Be My Yoko Ono Gordon                         | — | — | — | CA77 (… Wo.)CA | Erstveröffentlichung: Februar 1992       |
| 1992 | Enid Gordon                                   | — | — | — | CA2 (… Wo.)CA | Erstveröffentlichung: Februar 1992       |
| 1992 | Grade 9 Gordon                                | — | — | — | CA53 (… Wo.)CA | Erstveröffentlichung: 1992               |
| 1992 | If I Had $1000000 Gordon                      | — | — | — | CA13 (… Wo.)CA | Erstveröffentlichung: Dezember 1992      |
| 1993 | Brian Wilson Gordon                           | — | — | — | CA18 (… Wo.)CA | Erstveröffentlichung: 1993               |
| 1993 | What a Good Boy Gordon                        | — | — | — | CA34 (… Wo.)CA | Erstveröffentlichung: 1993               |
| 1994 | Jane Maybe You Should Drive                   | — | — | — | CA3 (… Wo.)CA | Erstveröffentlichung: 1994               |
| 1994 | Alternative Girlfriend Maybe You Should Drive | — | — | — | CA22 (… Wo.)CA | Erstveröffentlichung: 1994               |
| 1995 | Life, in a Nutshell Maybe You Should Drive    | — | — | — | CA29 (… Wo.)CA | Erstveröffentlichung: 1995               |
| 1996 | Shoe Box Born on a Pirate Ship                | — | — | — | CA10 (… Wo.)CA | Erstveröffentlichung: 1996               |
| 1997 | The Old Apartment Born on a Pirate Ship       | — | — | US88 (6 Wo.)US | CA14 (… Wo.)CA | Erstveröffentlichung: 22. April 1997     |
| 1997 | Brian Wilson (Live) Rock Spectacle            | — | UK73 (1 Wo.)UK | US68 (20 Wo.)US | — | Erstveröffentlichung: 28. Oktober 1997   |
| 1998 | One Week Stunt                                | — | UK5 Platin · (10 Wo.)UK | US1 (20 Wo.)US | CA3 (… Wo.)CA | Erstveröffentlichung: 3. August 1998     |
| 1998 | It’s All Been Done Stunt                      | DE77 (9 Wo.)DE | UK28 (2 Wo.)UK | US44 (12 Wo.)US | CA1 (… Wo.)CA | Erstveröffentlichung: 22. September 1998 |
| 1998 | Call and Answer Stunt                         | — | UK52 (1 Wo.)UK | — | CA10 (… Wo.)CA | Erstveröffentlichung: 3. November 1998   |
| 1999 | Alcohol Stunt                                 | — | — | — | CA73 (… Wo.)CA | Erstveröffentlichung: 1999               |
| 1999 | Get In Line –                                 | — | — | — | CA18 (… Wo.)CA | Erstveröffentlichung: 11. Oktober 1999   |
| 2000 | Pinch Me Maroon                               | — | — | US15 (21 Wo.)US | CA4 (… Wo.)CA | Erstveröffentlichung: 1. August 2000     |
| 2001 | Too Little Too Late Maroon                    | — | — | US86 (4 Wo.)US | — | Erstveröffentlichung: 20. März 2001      |
| 2003 | Another Postcard Everything to Everyone       | — | — | US82 (15 Wo.)US | CA28 (… Wo.)CA | Erstveröffentlichung: 2. September 2003  |
| 2004 | Celebrity Everything to Everyone              | — | UK81 (1 Wo.)UK | — | — | Erstveröffentlichung: 13. Juli 2004      |
| 2010 | You Run Away All in Good Time                 | — | — | — | CA25 (… Wo.)CA | Erstveröffentlichung: 11. Januar 2010    |
| 2013 | Odds Are Grinning Streak                      | — | — | — | CA85 (… Wo.)CA | Erstveröffentlichung: 14. Juli 2013      |

Weitere Singles
- 1996: Break Your Heart
- 2001: Falling for the First Time
- 2004: Testing 1,2,3
- 2004: For You
- 2004: Maybe Katie
- 2006: Easy
- 2006: Wind It Up
- 2007: Sound of Your Voice
- 2008: 7 8 9
- 2008: Pollywog in a Bog
- 2008: Drawing
- 2010: Every Subway Car
- 2010: The Big Bang Theory Theme
- 2013: Boomerang
- 2014: Did I Say That Out Loud?
- 2014: Our Blue Dot
- 2015: Say What You Want
- 2015: Duct Tape Heart
- 2017: Lookin’ Up
- 2020: Gotta Be Patient
- 2021: Flip

## Videoalben
- 1999: Barenaked in America
- 2000: Too Little Too Late
- 2002: Barelaked Nadies (CA: Gold)
- 2004: The Barenaked Truth (CA: Platin)
- 2007: Talk to the Hand: Live in Michigan
- 2008: Ships & Dip III: You Never Know What's Gonna Happen on the Cruz-Ah!

## Statistik

### Chartauswertung
|                     | DE    | UK    | US     | CA     |
| ------------------- | ----- | ----- | ------ | ------ |
| Nummer-eins-Alben   | DE—DE | UK—UK | US—US  | CA2CA  |
| Top-10-Alben        | DE—DE | UK—UK | US4US  | CA8CA  |
| Alben in den Charts | DE—DE | UK3UK | US15US | CA15CA |

|                       | DE    | UK    | US    | CA     |
| --------------------- | ----- | ----- | ----- | ------ |
| Nummer-eins-Singles   | DE—DE | UK—UK | US1US | CA1CA  |
| Top-10-Singles        | DE—DE | UK1UK | US1US | CA7CA  |
| Singles in den Charts | DE1DE | UK5UK | US7US | CA21CA |

### Auszeichnungen für Musikverkäufe
| Goldene Schallplatte - Australien - 1998: für die Single One Week | Platin-Schallplatte - Neuseeland - 2023: für die Single One Week |

Anmerkung: Auszeichnungen in Ländern aus den Charttabellen bzw. Chartboxen sind in ebendiesen zu finden.
| Land/RegionAuszeichnungen für Musikverkäufe (Land/Region, Auszeichnungen, Verkäufe, Quellen) | Gold     | Platin       | Diamant  | Verkäufe  | Quellen          |
| -------------------------------------------------------------------------------------------- | -------- | ------------ | -------- | --------- | ---------------- |
| Australien (ARIA)                                                                            | Gold1    | —            | —        | 35.000    | aria.com.au      |
| Kanada (MC)                                                                                  | 4× Gold4 | 10× Platin10 | Diamant1 | 2.065.000 | musiccanada.com  |
| Neuseeland (RMNZ)                                                                            | —        | Platin1      | —        | 30.000    | radioscope.co.nz |
| Vereinigte Staaten (RIAA)                                                                    | 3× Gold3 | 6× Platin6   | —        | 7.500.000 | riaa.com         |
| Vereinigtes Königreich (BPI)                                                                 | Gold1    | Platin1      | —        | 700.000   | bpi.co.uk        |
| Insgesamt                                                                                    | 9× Gold9 | 18× Platin18 | Diamant1 |           |                  |